# Ustilago tumefaciens
Ustilago tumefaciens är en svampart som beskrevs av Henn. 1895. Ustilago tumefaciens ingår i släktet Ustilago och familjen Ustilaginaceae.   Inga underarter finns listade i Catalogue of Life.